# Germaine de Randamie
Germaine de Randamie (Utrecht, 24 april 1984) is een Nederlands vechtsporter, actief in kickboksen en mixed martial arts (MMA). Ze was van 11 februari 2017 tot 19 juni 2017 de eerste wereldkampioen in het vedergewicht (tot 66 kilo) bij de vrouwen binnen de organisatie Ultimate Fighting Championship (UFC). De Randamie was eerder ook Nederlands, Europees en wereldkampioen kickboksen.

## Carrière
De Randamie is binnen het MMA afwisselend actief in zowel het bantamgewicht (tot 61 kilo) als het vedergewicht (tot 66 kilo). Ze maakte in december 2008 haar MMA-debuut met een verliespartij tegen Vanessa Porto. Haar tegenstandster nam haar die dag binnen 3 minuut 36 in een armklem. Na een daaropvolgende overwinning op Nikohl Johnson, mocht ze in januari 2011 voor het eerst vechten onder de vlag van Strikeforce. De Randamie versloeg Stephanie Webber binnen één ronde door middel van een knock-out (KO) met gebruik van haar knie. Julia Budd bezorgde haar daarna haar tweede nederlaag (unanieme jurybeslissing). Ze kwam terug met overwinningen op Hiroko Yamanaka en Julie Kedzie, haar eerste partij bij de UFC. De Randamie verloor in november 2013 vervolgens voor het eerst op basis van een (technische) knock-out (TKO). Een serie ellebogen van Amanda Nunes terwijl ze op haar rug lag deden haar de das om.
Net als na haar vorige verliespartijen, won De Randamie haar twee volgende wedstrijden. Ze werd op 11 februari 2017 vervolgens UFC-kampioen in het vedergewicht, een titel die op die dag voor het eerst werd vergeven binnen de vrouwendivisie van deze organisatie. Ze versloeg daarvoor voormalig UFC-kampioen bantamgewicht (tot 61 kilo) Holly Holm op basis van een unanieme jurybeslissing. De Randamie werd daarmee ook als eerste Nederlandse vrouw wereldkampioen binnen de UFC. De organisatie zette haar in juni 2017 af als titelhouder. Dit nadat ze weigerde te vechten tegen uitdaagster Cristiane Justino, volgens De Randamie vanwege het dopingverleden van haar beoogde tegenstandster.
Na het verlies van haar titel keerde De Randamie in november 2018 terug in het bantamgewicht met een zege op Raquel Pennington (unanieme jurybeslissing). Ze sloeg in juli 2019 vervolgens Aspen Ladd in 16 seconden TKO. De UFC gunde haar daarna een gevecht om het kampioenschap in het bantamgewicht tegen titelhouder Amanda Nunes. Dit vond plaats in december 2019. Na vijf ronden van vijf minuten wees de jury Nunes unaniem aan als winnares.

## Persoonlijk
De Randamie heeft een Surinaamse vader en een Nederlandse moeder. 

## Trivia
- De Randamie was in 2021 te zien in De Alleskunner VIPS.
- In 2021 nam haar broer Edson de Randamie deel aan het tweede seizoen van Drag Race Holland als drag queen Tabitha.